# (27719) Fast
(27719) Fast (1989 SR3) – planetoida z pasa głównego asteroid okrążająca Słońce w ciągu 6,27 lat w średniej odległości 3,4 j.a. Odkryta 26 września 1989 roku.